# Alexis Konstantinovitch Tolstoï
Pour les articles homonymes, voir Tolstoï (homonymie).
Alexis (Alekseï) Konstantinovitch Tolstoï (en russe : Алексей Константинович Толстой), né le 24 août 1817 (5 septembre dans le calendrier grégorien) à Saint-Pétersbourg et mort le 28 septembre 1875 (10 octobre dans le calendrier grégorien), est un poète, romancier, nouvelliste et dramaturge russe.

## Biographie
Alekseï Tolstoï est né à Saint-Pétersbourg dans la famille des comtes Tolstoï. Il est cousin éloigné de l'écrivain Lev Tolstoï. Sa mère, Anna Alekseïevna Pérovskaïa (1796-1857), est la fille naturelle d'Alexis Kirillovitch Razoumovski, ministre de l'Instruction publique sous Alexandre Ier ; un de ses frères est gouverneur général d'un ensemble de provinces russes. Séparée du comte Konstantin Petrovitch Tolstoï (1780-1870) après un an de mariage, Anna Pérovskaïa à 17 ans choisit de vivre avec son fils chez un de ses frères, Alekseï Alekseïevitch Pérovski (1787-1836), écrivain connu sous le nom de Antoni Pogorelski, qui servira de père à l'enfant et en fera l'héritier de son immense fortune, c'est aussi pour Alekseï qu'il écrit son célèbre conte La Poule noire, ou le monde souterrain en 1829. Alekseï Tolstoï, dans son enfance, sera le compagnon de jeux du futur tsar Alexandre II avec lequel il restera lié et dont il recevra plus tard de nombreuses faveurs.
En 1826 il est présenté à Pouchkine - qu'il reverra en 1836 un an avant la mort de ce dernier - dont l'œuvre eut, sur ses choix littéraires, une forte influence. Il est encore adolescent lorsque, avec sa mère et son oncle, il se rend en Allemagne en 1827 - il fait la connaissance de Goethe à Weimar - puis en Italie, longuement visitée en 1831. Son oncle y achète de nombreuses œuvres d'art et notamment celles que contenait le palais Grimani à Venise ; c'est là qu'Alekseï « tombe amoureux de l'art ». À son retour en Russie il passe les examens universitaires sans avoir beaucoup fréquenté l'Université et fait partie des cercles intellectuels, notamment slavophiles, se liant avec Odoïevski et Kireïevski ; plus tard il rompra en partie avec ce mouvement de pensée. Diplômé de l'université de Moscou en 1836, il est nommé à des fonctions diplomatiques à Saint-Pétersbourg, en Allemagne et en Italie ; puis il se fait affecter à la Chancellerie ; en 1850 il est en mission dans le gouvernement de Kalouga, proche de Moscou, où il revoit Gogol qu'il avait connu en Allemagne. Il passe plusieurs années à la cour de Nicolas Ier puis d'Alexandre II, d'abord avec la charge de maître de cérémonies et en 1855 à l'avènement du nouveau tsar il est nommé aide de camp d'Alexandre II. Il est aussi nommé Grand Maître des chasses impériales, un titre honorifique que gardera toute sa vie cet homme animé d'une forte passion pour la chasse.
En 1851 il rencontre Sofia Andreïevna Bakhmetieva (1826 ?-1892 ?), dont la famille est déjà alliée à celle des Tolstoï ; cette jeune femme d'une grande culture - elle parle 14 langues - et d'une vive sensibilité artistique, est (mal) mariée à un colonel de la Garde à cheval du tsar, Feodor Miller. Alekseï Tolstoï ne pourra épouser qu'en 1863, à Leipzig, après le décès de sa propre mère et le difficile divorce du couple Miller, cette femme dont il s'est épris « au premier regard » : Sofia inspirera toute la poésie de Tolstoï et deviendra le juge attentif, parfois sévère, et passionné de son œuvre théâtrale et romanesque.
1852 est l'année où Tourgueniev est emprisonné (« mis aux arrêts ») puis exilé sur ses terres. Le crime de Tourgueniev était d'avoir critiqué ouvertement le servage. Alekseï Tolstoï risquera l'exil à son tour pour avoir pris publiquement sa défense, œuvré pour faire cesser son exil et tenté de lui obtenir un passeport pour l'Occident.
En 1854-55 Tolstoï participe à la guerre de Crimée ; chargé d'organiser et d'administrer des hôpitaux, il tombe malade du typhus. Sofia, venue le rejoindre, le soigne durant de longues semaines. Il guérit lentement puis, la paix signée, il entreprend avec elle un long voyage dans la région.
Sa mère meurt en 1857 et le choc subi est terrible : incapable d'en élaborer le deuil pendant de longues années, il se jettera dans une recherche spirite pour tenter d'élaborer un dialogue avec son oncle et sa mère défunts.
En 1859, il obtient un congé illimité de ses fonctions administratives - il ne pourra présenter sa démission au tsar Alexandre II qu'en 1861 - pour se consacrer entièrement à son œuvre. Dans les années 1870 il tombe malade, souffrant notamment de violentes crises d'asthme ; ayant été toute sa vie un maître et un ami généreux, il constate aussi que ses ressources financières ont considérablement diminué ; il meurt pour avoir volontairement pris une dose excessive de morphine en octobre 1875.
Il a écrit des ballades, des récits fantastiques, un roman historique Le Prince Serebriany (1860), quelques vers érotiques et - en collaboration avec trois de ses cousins Jemtchoujnikov - des fables, des satires et des parodies publiées dans la presse sous le pseudonyme collectif de Kozma Proutkov, personnage fictif qui devint rapidement le prototype du bureaucrate borné. À lui seul Kozma Proutkov, dont la sottise nourrit encore de nos jours la verve satirique russe, pourrait égaler les Bouvard et Pécuchet flaubériens (et peut-être Flaubert a-t-il, pour ce livre, à travers Tourguéniev leur ami commun, puisé une partie de son inspiration dans cette partie de l'œuvre d'A.Tolstoï). Mais sa contribution la plus remarquable à la littérature russe est sa trilogie de drames historiques, construits suivant le modèle du Boris Godounov d'Alexandre Pouchkine.

## Œuvres

### Romans et nouvelles
- La Famille du Vourdalak : Fragments inédits des Mémoires d'un inconnu, (nouvelle écrite en français vers 1840 et publiée de façon posthume en 1884)
- Le Rendez-vous dans 300 ans (1840, écrit en français, publication posthume)
- Le Vampire (Oupyr), court roman paru sous le pseudonyme Krasnorogski (1841)
- Prince Serebrenni ou Le Chevalier d'argent (1862)
- Ivan le Terrible, ou La Russie au XVIe siècle

### Théâtre
- Don Juan (1860)
- La Mort d'Ivan le Terrible (1866)
- Le tsar Fédor Ioannovitch (1868)
- Le tsar Boris (1870)

### Poésie
- Грешница (la pécheresse) (1857)
- Ioann Damaskine (1858)
- Vassili Chibanov (1858)
- L'Alchimiste (1867), inachevé
- История Государства Российского от Гостомысла до Тимашева (Histoire de la Russie de Gostomysl à Timachev) (1868)
- Портрет (Portrait) (1872)
- Дракон (Dragon) (1875)
- Сон статс-советника Попова (Le rêve du conseiller d'État Popov) (écrit en 1873, mais publié en 1978)

## Adaptations cinématographiques
- 1909 : La Mort d'Ivan le Terrible (Смерть Иоанна Грозного), film russe réalisé par Vassili Gontcharov
- 1963 : Les Trois Visages de la peur (I tre volti della paura) film franco-italien réalisé par Mario Bava, film d'épouvante à sketchs dont le second volet est inspiré par la nouvelle La Famille du Vourdalak de Tolstoï
- 1972 : La Nuit des diables (La notte dei diavoli) film hispano-italien réalisé par Giorgio Ferroni, adaptation de la nouvelle La Famille du Vourdalak, avec Gianni Garko et Agostina Belli
- 1990 : Semia vourdalakov (ru) (Семья вурдалаков), film soviétique réalisé par Guennadi Klimov et Igor Chavlak (ru), adaptation de La Famille du Vourdalak
- 1991 : Tsar Ivan Grozny (ru) (Царь Иван Грозный), film soviétique réalisé par Gennadi Vassilev (ru), adaptation du roman Prince Serebrenni
- 1991 : Le Vampire (Пьющие кровь), film soviétique réalisé par Ievgueni Tatarski, adaptation de Le Vampire, avec Donatas Banionis et Marina Vlady
- 1991 : Papa, le père Noël est mort (ru) (Папа, умер Дед Мороз), film soviétique réalisé par Evgueni Youfit (ru), adaptation de La Famille du Vourdalak
- 1991 : Kremliovskie taïny chestnadtsatogo veka (ru) (Кремлёвские тайны шестнадцатого века), film soviétique réalisé par Boris Blank (ru)
- 1992 : Groza nad Rousyu (ru) (Гроза над Русью), film russo-ukrainien réalisé par Alekseï Saltykov, adaptation du roman Prince Serebrenni
- 2017 : Vamps (ru) (Вурдалаки), film russe réalisé par Sergueï Guinzbourg (ru), adaptation de La Famille du Vourdalak, avec Konstantin Krioukov et Mikhaïl Poretchenkov
- 2023 : Le Vourdalak, film français réalisé par Adrien Beau, adaptation de La Famille du Vourdalak